# Ève et le Serpent
Pour plus de détails, voir Fiche technique et Distribution.
Ève et le Serpent est un film français réalisé par Charles-Félix Tavano, sorti en 1949.

## Fiche technique
- Titre français : Ève et le serpent
- Réalisation : Charles-Félix Tavano
- Scénario : Solange Térac, J. Bru, et G. Léglise
- Photographie : Raymond Clunie
- Musique : Henri Goublier et Francis Lopez
- Pays de production :  France
- Format : noir et blanc - 1,37:1 - 35 mm  - son Mono - procédé cinématographique : sphérique
- Genre : comédie
- Durée : 95 minutes
- Date de sortie : 
  - France : 8 décembre 1949

## Distribution
- Gaby Morlay : Laurence Barrois
- Félix Oudart : Monsieur Grombat
- Jacqueline Gauthier : Louisette
- Robert Moncade : Georges
- Marguerite Deval : Madame Béchut
- Jean Lanier : Le notaire
- Albert Michel : Le valet de chambre
- Raymond Pélissier : L'impresario
- Palmyre Levasseur : Marinette
- Suzanne Nivette : Madame Léonie